# Ana Fernández-Tresguerres
Ana Fernández-Tresguerres (Gijón, Asturias) es una notaria de Madrid, letrada de la Dirección General de Seguridad Jurídica y Fe Pública, Ministerio de Justicia.

## Títulos Profesionales
Ana Fernández-Tresguerres es licenciada en Derecho por la Universidad de Oviedo (España). Fue Premio especial de Licenciatura y Premio Miguel de Traviesas al mejor expediente en Derecho Privado. 
Es doctora en derecho civil y mercantil por la Universidad Complutense de Madrid, siendo premiada por unanimidad por la defensa de su tesis ‘Sucesión mortis causa de la condición de socio’ publicada por la Editorial Aranzadi. Durante varios años fue profesor invitada de derecho civil en la Universidad de Oviedo y en la Universidad Complutense de Madrid.
Entre otros estudios de postgrado, es especialista en Derecho Comunitario por la Universidad de Alcalá de Henares; titulada en Defensa Nacional por CESEDEN (Centro Superior de Defensa Nacional, XXXVI promoción) y mediadora comercial internacional, acreditada por CEDR (Centre for Effective Dispute Resolution, con sede en Londres, UK)
Es notaria en ejercicio en Madrid, y registradora de la propiedad y mercantil en excedencia.

## Actividad en el Ministerio de Justicia de España
Ana es letrada, especialista en Derecho internacional, notarial y consular. También asesora en derecho privado, del Ministerio de Justicia de España, cargo que obtuvo tras concurso de méritos desde el año 2000. Entre sus funciones se encuentra la de representante en el Comité de Asuntos Civiles del Consejo de la Unión Europea, prácticamente desde sus inicios. Es representante de España en la configuración permanente de Cuestiones Generales de la  de la Formación de Justicia Civil y actualmente de derecho de contratos e inteligencia artificial y company law.
Actualmente trabaja en la preparación de la Presidencia española de la Unión Europea.

## Actividad en la Real Academia de Jurisprudencia y Legislación de España
Ana es Académica de Número de la Real Academia de Jurisprudencia y Legislación de España. Su discurso de ingreso, El Derecho Privado europeo en la transformación digital,(2018) se ha publicado, en nueva edición (2021), por la editorial Aranzadi.
En 2018 fue elegida Académica de Número de la Real Academia de Jurisprudencia y Legislación de España. Es presidenta de la Sección de Derecho Internacional Privado de la Academia. Además, es presidenta adjunta de la Sección de Nuevas Tecnologías y vocal de las Secciones dedicadas al Derecho de Iberoamérica y al Derecho Internacional Público. En marzo de 2022 fue elegida por el Pleno de Numerarios, Tesorera de la Real Academia de Jurisprudencia.

## Otra actividad profesional e internacional
Ana forma parte del Aviation working Group desde 2015, como especialista en Derecho de transportes internacional. Está dedicado al estudio académico de la implementación del Protocolo aeronáutico del Convenio de Ciudad del Cabo 2001 sobre garantías aeronáuticas, en las diversas jurisdicciones.
Ana es Patrona de la Fundación Matritense del Notariado y Consejera Académica tanto de la Fundación Fide como de su Centro de Mediación (CMF).

## Distinciones y condecoraciones
Está condecorada, entre otras distinciones, con:
- La Encomienda de Número de la Orden de Mérito Civil
- La Encomienda de la Orden de Isabel la Católica
- La Cruz de Honor de la Orden de San Raimundo de Peñafort
- La Encomienda de la Orden de Isabel la Católica.

## Actividad editorial
Es consejera de la Editorial Aranzadi, El Economista y de las Revistas Derecho Privado y Constitución, editada por el Centro de Estudios políticos y constitucionales del Ministerio de la Presidencia y Revista General de Derecho Romano.Todas las publicaciones de Ana se pueden encontrar en su página web.
Es autora de unos 200 artículos jurídicos en toda materia del Derecho Privado. Destaca su obra “Las sucesiones mortis causa en Europa. Aplicación del Reglamento (UE) nº 650/2012”, que en su 1.ª edición obtuvo el Premio internacional Estudios Jurídicos Europeos García de Enterría, de la Asociación Española para el Estudio del Derecho Europeo (AEDEUR), en modalidad monografía.
Su monografía: El ejercicio de la capacidad jurídica. Comentario de la ley 8/2021 de 2 de junioha sido coeditada por la editorial Aranzadi tanto con el Consejo General del Notariado como con el Colegio Nacional de Registradores de España. 

### Algunos artículos recientes
1. Inaplicación del R. 650/2012 a las herencias británicas.[12]
2. Aplicación a los Cónsules del R. 650/2012.[13]
3. Cláusulas abusivas y ejecución de hipoteca.[14]
4. El protocolo familiar: instrumento de reestructuración financiera.[15]
5. Los Reglamentos europeos y el Derecho interregional.[16]
6. Nuevas tecnologías y digitalización de sociedades en el contexto Covid-19[17]
7. La digitalización y movilidad de sociedades en Derecho Europeo[18]
8. Título ejecutivo europeo, un instrumento económico.[19]
9. Práctica notarial y Regl. 650/2012, sobre sucesiones internacionales.[20]
10. Nuevas funciones del protocolo familiar.[21]
11. Incidencia en el Derecho patrimonial del futuro Reglamento comunitario sobre sucesiones mortis causa.[22]
12. Régimen falimiar y sucesorio de la Vivienda.[23]
13. Derecho notarial: El Título Ejecutivo Europeo para créditos no impugnados y en especial el Título Ejecutivo Europeo notarial.[24]

### Algunas colaboraciones colectivas
1. La muerte del socio en la sociedad de responsabilidad limitada.[25]
2. La empresa familiar ante el Derecho: el empresario individual y la sociedad de carácter familiar: seminario organizado por el Consejo General del Notariado en la UIMP.[26]
3. Un supuesto de jurisdicción voluntaria notarial.[27]